# Will Ahmed
 (octobre 2024).
 (octobre 2024).
Pour les articles homonymes, voir Ahmed.
William Ahmed est un entrepreneur américain né le 20 Octobre 1989, connu pour être le PDG de l'entreprise de produits de santé WHOOP, qu'il a fondée en 2012.

## Jeunesse
William Ahmed a grandi à Long Island, dans l'État de New York. Il est fils unique ; son père est égyptien, et a immigré aux États-Unis et travaillé dans le secteur des services financiers. Pendant son enfance, William a pratiqué de nombreux sports comme le football, le hockey, le lacrosse, le tennis, la natation, le golf et la voile. Il a fait ses études secondaires à la St. Paul's School de Concord, au New Hampshire. Il a ensuite été diplômé à Harvard, où il a étudié le management et a été capitaine de l'équipe de squash.

## Carrière
En 2012, alors qu'il était étudiant à Harvard, Ahmed a commencé à développer une nouvelle technologie qui permettrait aux athlètes de mesurer leur récupération et d'optimiser leurs performances. Selon Ahmed, il a commencé à créer cette technologie après avoir lu des dizaines d'articles médicaux. Le premier dispositif de l'entreprise a été lancé en 2015. Ahmed a poursuivi une stratégie consistant à vendre le produit aux équipes sportives et aux athlètes de haut niveau avant de le commercialiser auprès du grand public, afin de générer un « effet de halo » pour la marque. Le nageur olympique Michael Phelps et la star de la NBA Lebron James ont été parmi les premiers utilisateurs de ses produits.
En 2021, la société a été évaluée à 3,6 milliards de dollars à la suite d'un investissement de 200 millions de dollars de la SoftBank,. Sous la direction d'Ahmed, WHOOP a recruté des investisseurs incluant IVP, Eli Manning, Patrick Mahomes et Larry Fitzgerald.
En 2022, Ahmed a publiquement revendiqué la victoire sur Amazon dans la compétition qu’il menait dans sa gamme de produits, après que ce dernier ait cessé de commercialiser son produit Halo. Il a affirmé que le bracelet Halo d'Amazon était une contrefaçon du dispositif WHOOP. Amazon a publiquement démenti ces allégations.
WHOOP a déménagé dans son nouveau siège dans le quartier de Kenmore Square à Boston, Massachusetts, en juillet 2023. Ahmed a été rejoint par Michelle Wu, maire de Boston, et Marty Walsh, secrétaire d'État américain au travail, lors de l'inauguration,.
En 2023, Ahmed a été nommé au conseil d'administration de la Harvard Medical School.
En mai 2024, Ahmed a annoncé que le footballeur portugais Cristiano Ronaldo avait investi dans WHOOP. Ahmed et Ronaldo ont fait l'annonce dans une vidéo Instagram en direct, au domicile de Ronaldo à Riyad, en Arabie saoudite. Le même mois, Ahmed a également annoncé que WHOOP serait disponible à la vente en Inde, à la suite d'informations selon lesquelles les joueurs de cricket Virat Kohli, Suryakumar Yadav et Shreyas Iyer portaient tous des WHOOP pendant la Coupe du monde de cricket de l'ICC.

## Vie privée
Ahmed s’est marié à Leily Amirsardary, une créatrice de mode iranienne, en 2018, mariage célébré pendant trois jours à Cannes.
Ahmed est un golfeur passionné. Il a déjà participé au Waste Management Phoenix Open Pro-Am.